# Малиновская волость
Малиновская волость (латыш. Maļinovas pagasts) — одна из 25 волостей Аугшдаугавского края Латвии. Административным центром волости является село Малинова (латыш. Maļinova).